# Karoo
Karoo (/kəˈruː/ kə-ROO; phiên âm từ tiếng Khoikhoi, có thể là garo "hoang mạc") là một khu vực tự nhiên bán hoang mạc của Nam Phi. Không xác định chính xác thành phần địa lý cấu tạo nên Karoo, và do đó giới hạn địa lý không được xác định chính xác. Karoo được xác định một phần do địa hình, địa chất, và khí hậu — trên tất cả, lượng mưa thấp, không khí khô, bầu trời không mây, cực ký nóng và lạnh. Karoo vẫn bảo quản tốt hệ sinh thái hàng trăm triệu năm về trước, hiện tại đã phát hiện được nhiều hóa thạch.